# Óscar Cardozo
Óscar René Cardozo Marín (phát âm tiếng Tây Ban Nha: [ˈo̞skaɾ re̞ˈne̞ karˈð̞o̞so̞ maˈɾin], sinh ngày 20 tháng 5 năm 1983) là một cầu thủ bóng đá người Paraguay hiện đang thi đấu cho câu lạc bộ Libertad của Paraguay ở vị trí tiền đạo.
Được biết đến với kĩ năng đá phạt và những cú sút chân trái uy lực của mình, Cardozo nổi tiếng ngay từ khi còn thi đấu cho Newell's Old Boys. Sau khi chuyển đến Benfica, anh đã ghi được gần 200 bàn thắng và giành được 5 danh hiệu lớn, trong đó có chức vô địch Primeira Liga mùa giải 2009–10, mùa giải mà anh còn được nhận danh hiệu vua phá lưới.
Được đặt biệt danh "Tacuara" (Cây mía lớn trong tiếng Guarani), Cardozo đã từng tham dự World Cup 2010, có 56 lần khoác áo đội tuyển Paraguay và ghi được 12 bàn thắng.

## Thống kê sự nghiệp
Tính đến ngày 1 tháng 3 năm 2019
| Câu lạc bộ        | Mùa giải       | Giải đấu | Giải đấu | Cúp  | Cúp | League Cup | League Cup | Châu lục | Châu lục | Tổng cộng | Tổng cộng |
| Câu lạc bộ        | Mùa giải       | Trận     | Bàn      | Trận | Bàn | Trận       | Bàn        | Trận     | Bàn      | Trận      | Bàn       |
| ----------------- | -------------- | -------- | -------- | ---- | --- | ---------- | ---------- | -------- | -------- | --------- | --------- |
| 3 de Febrero      | 2003           | *        | *        | *    | *   | -          | -          | 0        | 0        | *         | *         |
| 3 de Febrero      | 2004           | *        | *        | *    | *   | -          | -          | 0        | 0        | *         | *         |
| Tổng cộng         | Tổng cộng      | 34       | 20       | *    | *   | -          | -          | 0        | 0        | 34        | 20        |
| Nacional          | 2004           | 14       | 3        | *    | *   | -          | -          | 0        | 0        | 14        | 3         |
| Nacional          | 2005           | 29       | 9        | *    | *   | -          | -          | 0        | 0        | 29        | 9         |
| Nacional          | 2006           | 20       | 10       | *    | *   | -          | -          | 0        | 0        | 20        | 10        |
| Tổng cộng         | Tổng cộng      | 63       | 22       | *    | *   | -          | -          | 0        | 0        | 63        | 22        |
| Newell's Old Boys | 2006–07        | 33       | 21       | *    | *   | -          | -          | *        | *        | 33        | 21        |
| Tổng cộng         | Tổng cộng      | 33       | 21       | *    | *   | -          | -          | *        | *        | 33        | 21        |
| Benfica           | 2007–08        | 29       | 13       | 5    | 5   | 0          | 0          | 11       | 4        | 45        | 22        |
| Benfica           | 2008–09        | 26       | 17       | 2    | 0   | 4          | 0          | 3        | 0        | 35        | 17        |
| Benfica           | 2009–10        | 29       | 26       | 0    | 0   | 5          | 2          | 13       | 10       | 47        | 38        |
| Benfica           | 2010–11        | 22       | 12       | 6*   | 5   | 2          | 1          | 12       | 5        | 42        | 23        |
| Benfica           | 2011–12        | 29       | 20       | 0    | 0   | 4          | 3          | 12       | 5        | 45        | 28        |
| Benfica           | 2012–13        | 25       | 17       | 5    | 6   | 2          | 1          | 14       | 9        | 46        | 33        |
| Benfica           | 2013–14        | 15       | 7        | 5    | 3   | 1          | 0          | 11       | 1        | 32        | 11        |
| Tổng cộng         | Tổng cộng      | 175      | 112      | 23   | 19  | 18         | 7          | 76       | 34       | 292       | 172       |
| Trabzonspor       |                |          |          |      |     |            |            |          |          |           |           |
| 2014–15           | 29             | 17       | 3        | 2    | —   | —          | 10         | 1        | 42       | 20        |           |
| 2015–16           | 21             | 8        | 1        | 0    | —   | —          | 2          | 0        | 24       | 8         |           |
| Tổng cộng         | Tổng cộng      | 50       | 25       | 4    | 2   | —          | —          | 12       | 1        | 66        | 28        |
| Olympiacos        | 2016–17        | 22       | 3        | 7    | 0   | —          | —          | 5        | 0        | 34        | 3         |
| Libertad          | 2017           | 14       | 4        | 0    | 0   | —          | —          | 6        | 4        | 20        | 8         |
| Libertad          | 2018           | 43       | 23       | 0    | 0   | —          | —          | 6        | 5        | 49        | 28        |
| Libertad          | 2019           | 5        | 2        | 0    | 0   | —          | —          | 5        | 2        | 10        | 4         |
| Tổng cộng         | Tổng cộng      | 62       | 29       | 0    | 0   | —          | —          | 17       | 11       | 79        | 40        |
| Tổng sự nghiệp    | Tổng sự nghiệp | 439      | 232      | 34   | 21  | 18         | 7          | 110      | 46       | 601       | 306       |

### Quốc tế
| Paraguay  | Paraguay | Paraguay |
| Năm       | Trận     | Bàn      |
| --------- | -------- | -------- |
| 2006      | 2        | 0        |
| 2007      | 10       | 2        |
| 2008      | 10       | 1        |
| 2009      | 7        | 1        |
| 2010      | 6        | 0        |
| 2011      | 7        | 4        |
| 2012      | 3        | 1        |
| 2013      | 4        | 0        |
| 2017      | 4        | 1        |
| 2019      | 3        | 1        |
| 2023      | 2        | 0        |
| Tổng cộng | 58       | 12       |

### Bàn thắng cho đội tuyển quốc gia
| #  | Thời gian            | Địa điểm                                                      | Đối thủ   | Bàn thắng | Kết quả | Giải đấu                 |
| -- | -------------------- | ------------------------------------------------------------- | --------- | --------- | ------- | ------------------------ |
| 1  | 5 tháng 6 năm 2007   | Sân vận động Azteca, Mexico City, Mexico                      | México    | 0–1       | 0–1     | Giao hữu                 |
| 2  | 28 tháng 6 năm 2007  | Sân vận động Agustín Tovar, Barinas, Venezuela                | Hoa Kỳ    | 1–2       | 1–3     | Copa América 2007        |
| 3  | 15 tháng 10 năm 2008 | Sân vận động Defensores del Chaco, Asunción, Paraguay         | Perú      | 1–0       | 1–0     | Vòng loại World Cup 2010 |
| 4  | 10 tháng 10 năm 2009 | Sân vận động Polideportivo Cachamay, Puerto Ordaz, Venezuela  | Venezuela | 0–2       | 1–2     | Vòng loại World Cup 2010 |
| 5  | 29 tháng 3 năm 2011  | LP Field, Nashville, Hoa Kỳ                                   | Hoa Kỳ    | 0–1       | 0–1     | Giao hữu                 |
| 6  | 2 tháng 9 năm 2011   | Rommel Fernández, Panama City, Panama                         | Panama    | 0–1       | 0–2     | Giao hữu                 |
| 7  | 6 tháng 9 năm 2011   | Sân vận động Olímpico Metropolitano, San Pedro Sula, Honduras | Honduras  | 0–2       | 0–3     | Giao hữu                 |
| 8  | 6 tháng 9 năm 2011   | Sân vận động Olímpico Metropolitano, San Pedro Sula, Honduras | Honduras  | 0–3       | 0–3     | Giao hữu                 |
| 9  | 15 tháng 8 năm 2012  | Sân vận động RFK, Washington DC, Hoa Kỳ                       | Guatemala | 0–1       | 3–3     | Giao hữu                 |
| 10 | 5 tháng 10 năm 2017  | Sân vận động đô thị Roberto Meléndez, Barranquilla, Colombia  | Colombia  | 1–1       | 1–2     | Vòng loại World Cup 2018 |
| 11 | 5 tháng 6 năm 2019   | Sân vận động Antonio Aranda, Ciudad del Este, Paraguay        | Honduras  | 1–1       | 1–1     | Giao hữu                 |
| 12 | 16 tháng 6 năm 2019  | Sân vận động Maracanã, Rio de Janeiro, Brasil                 | Qatar     | 1–0       | 2–2     | Copa América 2019        |